# Barnes (Wisconsin)
Barnes è un comune degli Stati Uniti, situato in Wisconsin e in particolare nella Contea di Bayfield.